# Ларрі Фогл
Ларрі Фогл (англ. Larry Fogle, нар. 19 березня 1953, Бруклін, США) — американський професіональний баскетболіст, що грав на позиції атакувального захисника за команду НБА «Нью-Йорк Нікс».

## Ігрова кар'єра
На університетському рівні грав за команду Луїзіана (1971–1972) та Канісіус (1973–1975). 1974 року став найкращим бомбардиром студентського чемпіонату.
1975 року був обраний у другому раунді драфту НБА під загальним 34-м номером командою «Нью-Йорк Нікс». Зіграв у НБА два матчі.